# Оливин
Оливи́н (группа оливина) — породообразующий минерал, магнезиально-железистый силикат с формулой (Mg,Fe)2[SiO4]. Образует группу или ряд оливина. Содержание Fe и Mg варьирует между двумя конечными членами непрерывного изоморфного ряда оливинов: форстеритом (Fo) — Mg2[SiO4] и фаялитом (Fa) — Fe2[SiO4]. Оливин слагает основные и ультраосновные магматические породы и очень широко распространён в мантии. Это один из самых распространённых на Земле минералов.
Синоним — перидот (слово французского происхождения). Прозрачную жёлто-зелёную до зелёной разновидность оливина, являющуюся полудрагоценным камнем, принято называть хризолитом.

## История
Своё название оливин получил в описаниях Ю. Валлериуса 1747 года.
В 1777 году Балтазар Саж (Balthazar Georges Sage) описал оливин как хризолит, сейчас им называют пренит.
А. Вернер обозначал термином оливин зелёные вкрапления в базальтах.

## Магматическое происхождение

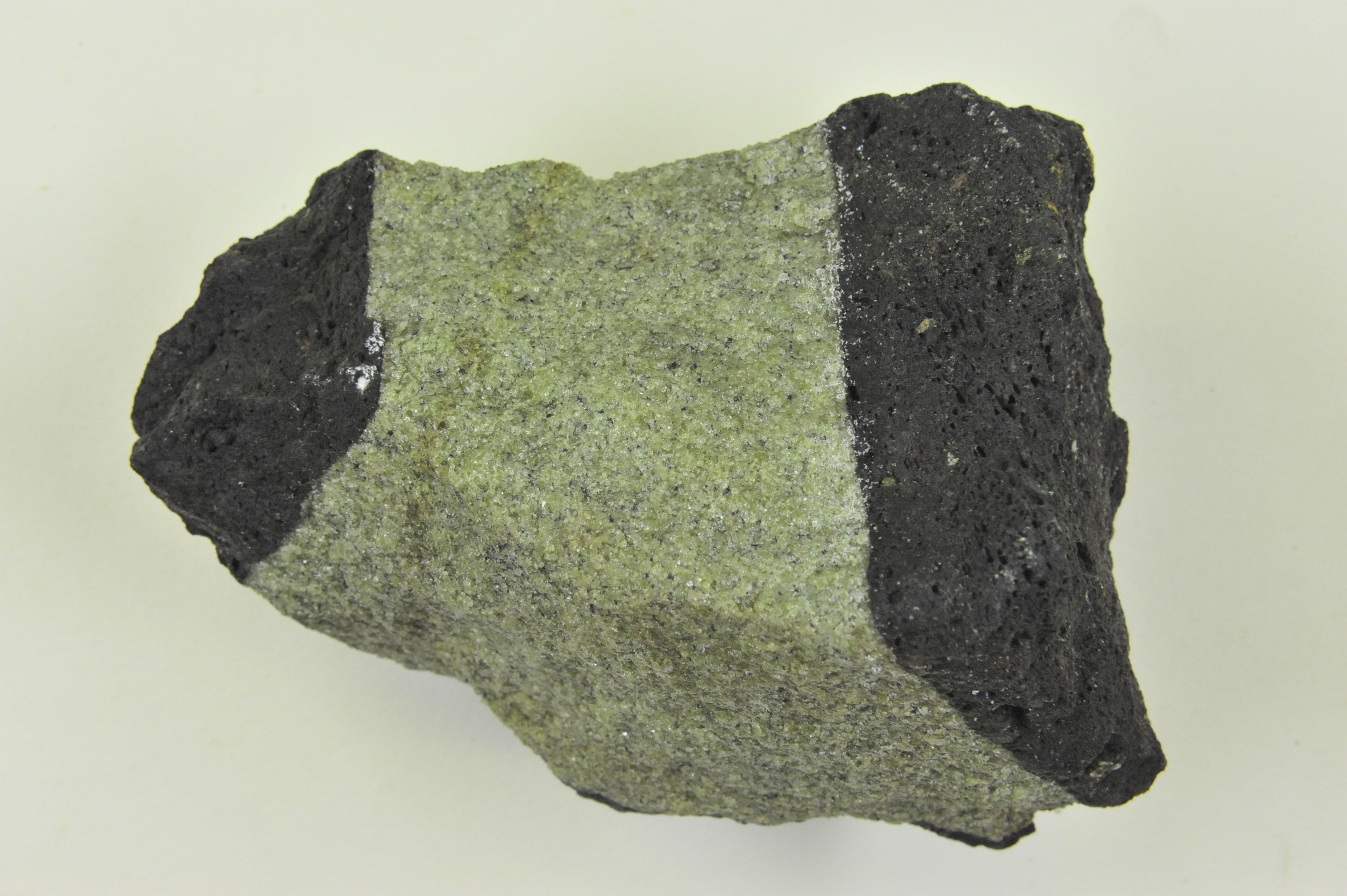
Оливин в лаве

На поверхности Земли имеет вулканическое происхождение.
Оливин — типичный глубинный высокотемпературный (температура плавления около 1400—1900 °C при нормальном давлении, в зависимости от состава) минерал. Он распространён во многих видах метеоритов — палласитах, в мантийных породах, в магматических и высокотемпературных метаморфических и метасоматических породах. Породообразующий минерал ультраосновных магматических горных пород — оливинитов, дунитов и др.
Мантийный оливин, выносимый на поверхность в разных частях Земли, например Северный Урал и Остров Гавайи, не изменяется и имеет сходный состав.
В магме оливин из расплава выпадает и тонет.

## Космическое происхождение

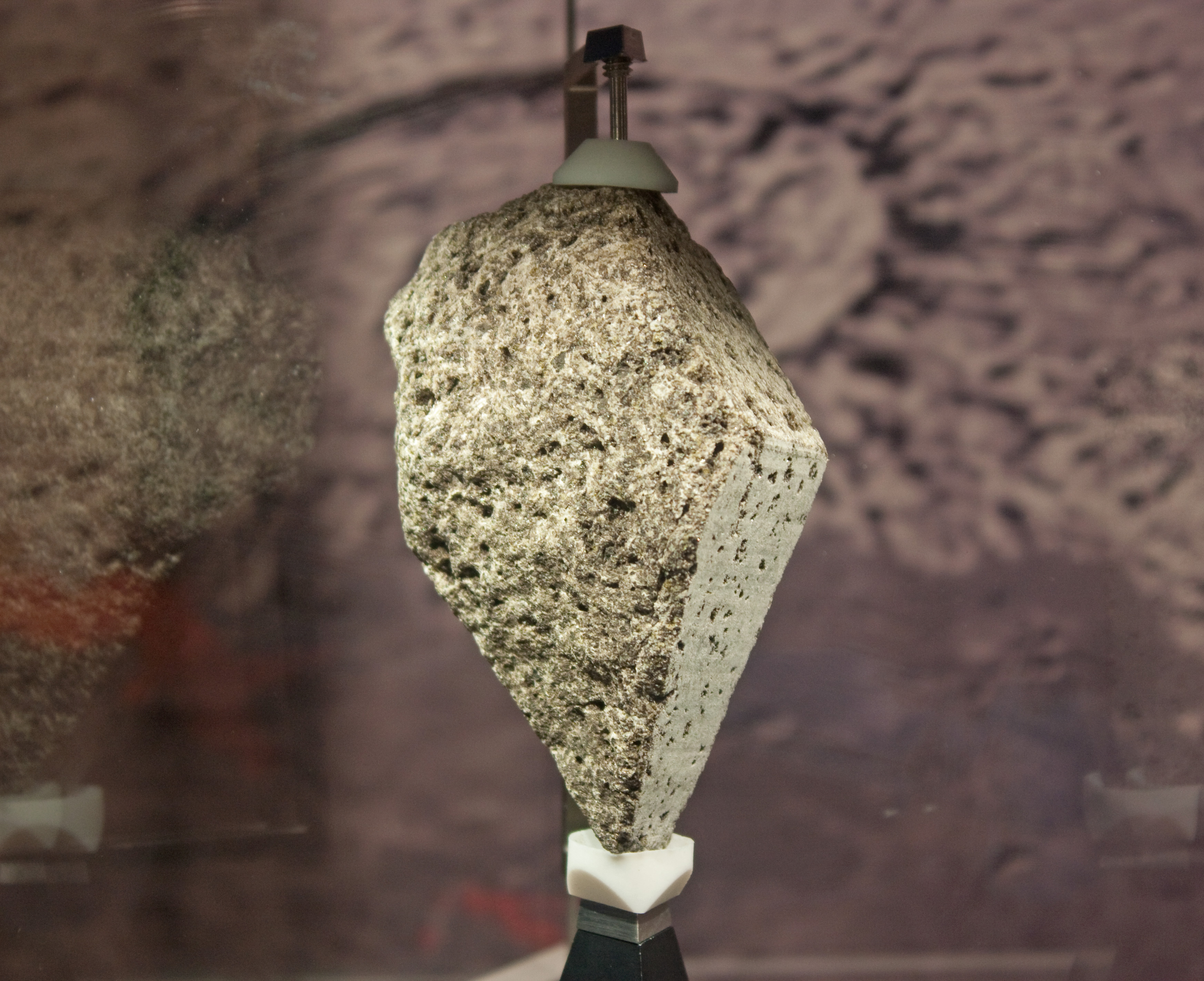
Образец лунного оливинового базальта, доставленный с Луны миссией «Аполлон-15». Выставлен в Национальном музее естественной истории (Вашингтон).

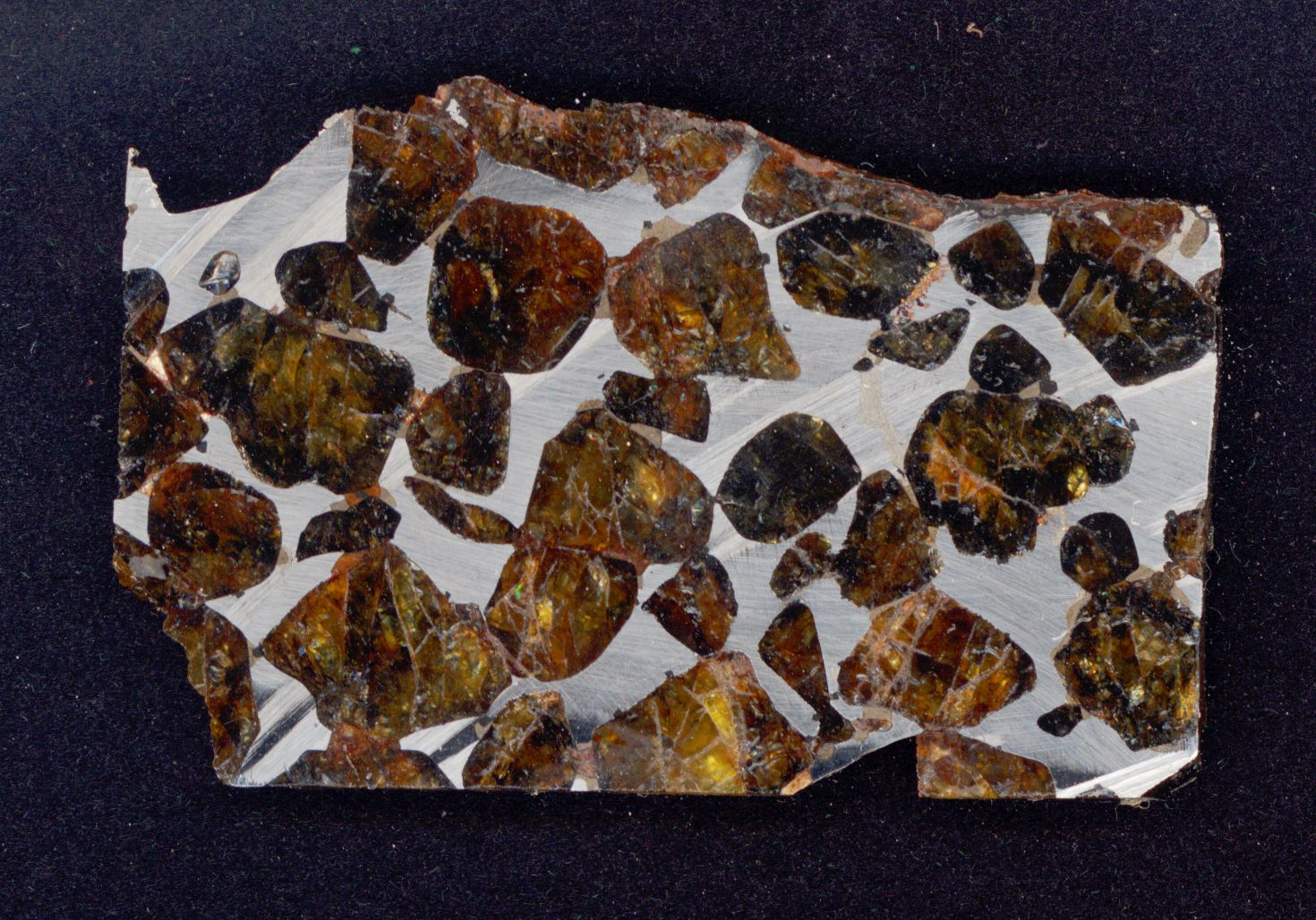
Оливин в палласитах

Оливин — важная составная часть метеоритов палласиты (Палласово железо, железо-каменные метеориты).
Оливин является одним из основных минералов лунного реголита (наряду с пироксеном, анортитом и ильменитом).
Содержание оливина в образце грунта, доставленного японским космическим аппаратом Хаябуса с астероида Итокава — 39 % (самый распространённый минерал в образце).
Встречается в виде вкраплений в базальтовую лаву, внутри вулканических бомб.
При разрушении жерла вулкана морским прибоем иногда образует пляж из зелёного оливинового песка.

## Структура и свойства

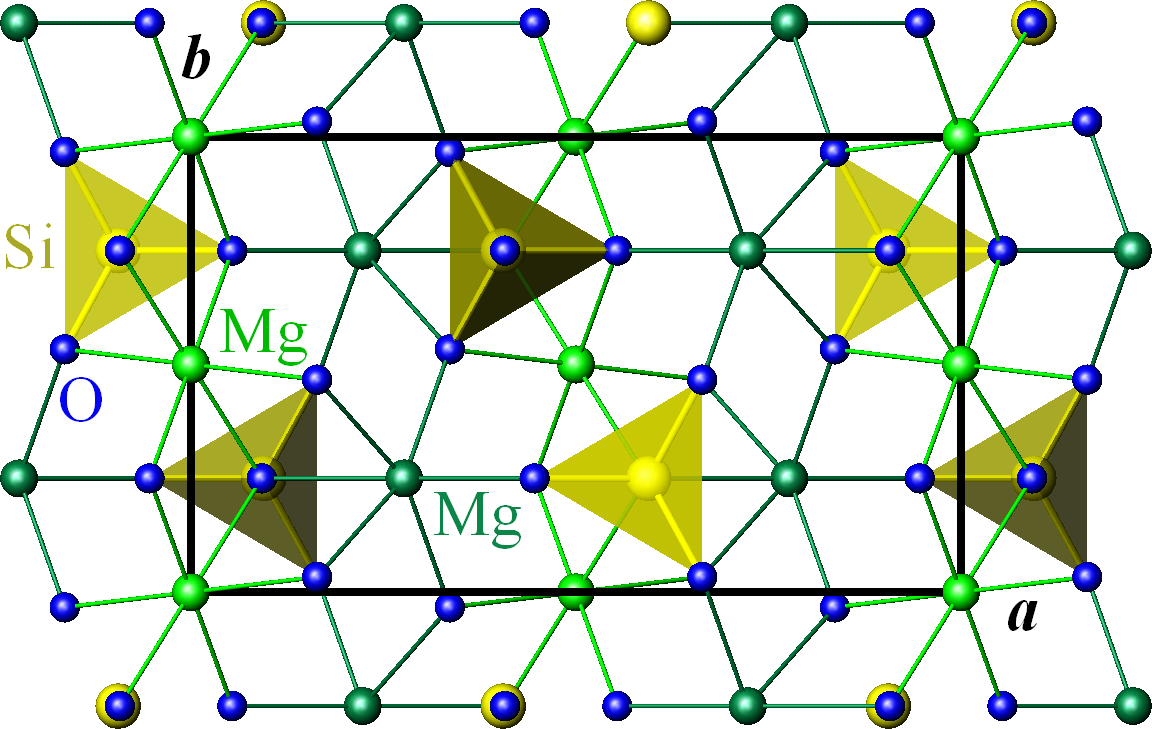
Структура оливина

Структура близка к ПГУ атомов O, в которой слои ПУ параллельны плоскости {100}. Атомы Me образуют зигзагообразные цепи искажённых октаэдров, вытянутые вдоль оси c и лежащие в плоскости {100}. Тетраэдры SiO4, приближающиеся к тригональной пирамиде, связывают цепи друг с другом. Катионы октаэдров соседних слоев различаются. В одном слое МеO6-октаэдры, приближающиеся к тригональной антипризме, центросимметричны — в них атом металла имеет с ближайшими соседями два O разных тетраэдров. Это так называемая позиция МеI. В другом слое Me-октаэдры искажены сильнее и имеют по два атома О одного SiO4-тетраэдра; такие позиции обозначаются как МеII. Распределение двухвалентных катионов Mg и Fe в позициях MeI и МеII в большинстве своём беспорядочно, хотя иногда наблюдается упорядоченное распределение катионов. Наиболее часто встречающиеся примеси двухвалентных катионов Ni и Co строго упорядочены.
Оливин часто содержит примеси марганца (тефроитовый минал), Fe3 — оливин с высоким содержанием — лайхунит ((Mg,Fe)2-3xFe2xvxSiO4)[прояснить], феррифаялитовый минал. Также встречаются оливины с высоким содержанием воды: гидрооливин — (Mg2SiO4)n(MgH2SiO4)[прояснить].
Оливин — минерал не стойкий, легко трескается и крошится. Чаще всего встречается в разрушенном виде. При изменении превращается в водный силикат, увеличивается в объёме и растрескивается.
При гидротермальных процессах и выветривании оливин легко превращается в серпентин, хлорит, тальк и др.

## Разновидности

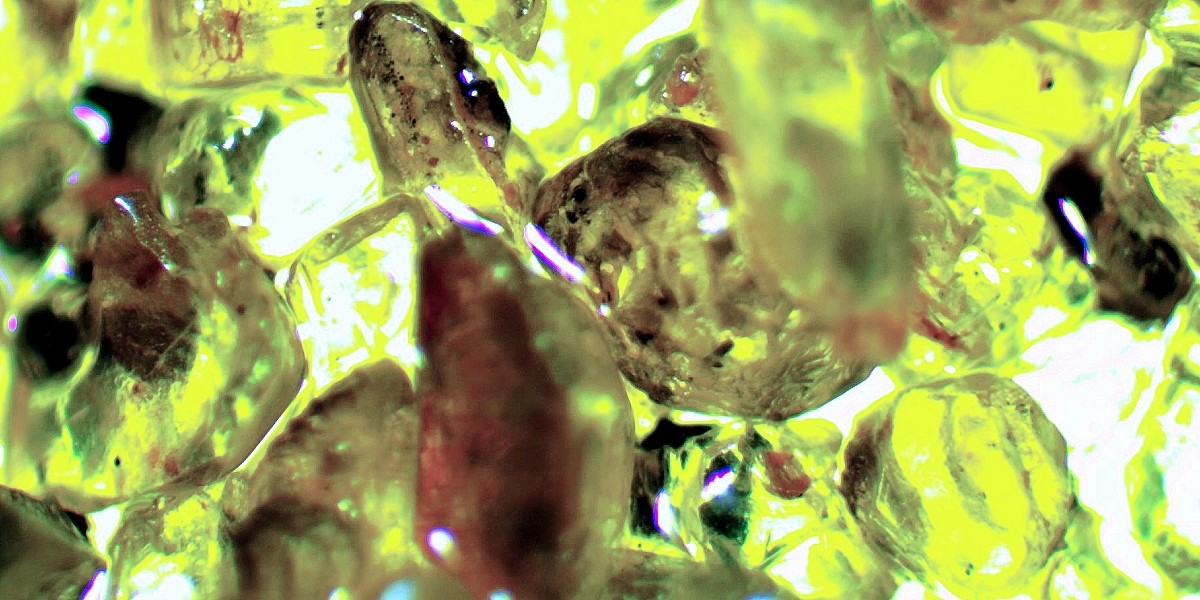
Оливиновый песок

В группу оливина входит несколько минералов с близкой кристаллической структурой
Драгоценные разновидности оливина:
- Хризолит — ювелирная разновидность оливина.
- Гавайит (минерал) (не путать с вулканической горной породой гавайит) — бледно-зелёная, бедная железом разновидность оливина из лав Гавайских островов.

Другие силикаты из группы оливина:
- Форстерит Mg2[SiO4] (Fo)
- Фаялит Fe2[SiO4] (Fa)
- Кнебелит (Mn, Fe)2[SiO4]
- Тефроит Mn2[SiO4]

Найден в метеоритах — Палласиты (Палласово железо).